# En bryllupsaften
En bryllupsaften è un cortometraggio muto del 1911 diretto da Einar Zangenberg.

## Trama
I novelli sposi non sono ancora arrivati a casa e Marie, la vecchia domestica, legge un biglietto della madre della sposa che le raccomanda di servire alla figlia un tè prima che questa vada a letto. I due piccioncini, quando rientrano, vorrebbero restare soli, così lui manda via la domestica. Ma, seguendo le istruzioni della suocera, la fedele Marie non dimentica di disturbare rispettosamente con il suo tè la giovane coppia.

## Produzione
Il film fu prodotto dalla Kinografen.

## Distribuzione
In Danimarca, il film - un cortometraggio in una bobina - fu presentato in sala al Kinografen il 6 novembre 1911.